# Лянь Чжань
Лянь Чжань (кит. трад. 連戰, пиньинь Lián Zhàn; род. 27 августа 1936) — тайваньский государственный и политический деятель, премьер-министр и вице-президент Китайской Республики. Председатель партии Гоминьдан с 20 марта 2000 года до 27 июля 2005 года; почётный представитель партии Гоминьдан с 27 июля 2005 года.

## Биография
Внук историка и поэта Лянь Хэна, автора «Всеобщей истории Тайваня».
В 1957 получил степень бакалавра в области политологии, а в 1961 магистра международного права и дипломатии в Национальном университете Тайваня. В 1965 получил степень PhD по политологии в Чикагском университете.
1975—1976 посол в Сальвадоре.
1981—1987 министр коммуникаций и транспорта.
1987—1988 вице-премьер.
1988—1990 министр иностранных дел.
1990—1993 губернатор провинции Тайвань.
1993—1997 премьер-министр Китайской республики.
На президентских выборах 1996 баллотировался в качестве кандидата в вице-президенты от Гоминьдана в паре с Ли Дэнхуэем, они набрали 54 % голосов, и Лянь Чжань занял пост вице-президента, который более года совмещал с постом премьер-министра.
В 2000—2005 председатель Гоминьдана. Кандидат в президенты от Гоминьдана на выборах 2000 и 2004 годов. В 2000 году набрал 23,1 % голосов, занял третье место. В 2004 году набрал 49,89 % голосов, занял второе место.